# Tom Hall
 (avril 2018).
Si vous disposez d'ouvrages ou d'articles de référence ou si vous connaissez des sites web de qualité traitant du thème abordé ici, merci de compléter l'article en donnant les références utiles à sa vérifiabilité et en les liant à la section « Notes et références ».
Tom A. Hall (né le 2 septembre 1964 dans le Wisconsin) est un game designer. Il a effectué ses études à l'Université du Wisconsin-Madison où il a obtenu une Licence en sciences de l'informatique. En 1987 il travaillait pour Softdisk où il était à la fois un programmeur et l'éditeur de Big Blue Disk, un magazine mensuel spécialisé dans le développement de jeux vidéo pour PC.
Il a fondé, avec ses collègues John Romero, John Carmack et Adrian Carmack, id Software où il a servi de directeur artistique et de designer, en travaillant sur les jeux Commander Keen, Wolfenstein 3D, Spear of Destiny et Doom.
Après des désaccords avec John Carmack concernant le design de Doom, il quitta id Software pour rejoindre 3D Realms où il fut le game designer pour Rise of the Triad et le producteur de Terminal Velocity. Il apporta son aide à divers niveaux dans la production de Duke Nukem II et de Duke Nukem 3D. Il a également travaillé sur Prey jusqu'en 1996, lorsqu'il quitta 3D Realms.
Il a alors, la même année, créé Ion Storm avec John Romero, où il a produit Anachronox. La société ne connut pas un très grand succès excepté avec Deus Ex où Hall effectua le doublage de l'un des personnages. Il fonda alors avec John Monkeystone Games, à l'origine de Hyperspace Delivery Boy!, sorti en 2002 pour Pocket PC.
Lui et Romero ont alors été embauchés par Midway et Monkeystone a fermé ses portes en janvier 2005.
Hall a quitté Midway début 2007 puis a rejoint en février de la même année, une start-up nommée KingsIsle Entertainment.